# Пальцинское городище
Пальцинское городи́ще — городище, археологический памятник. Городище располагалось у деревень Большое Пальцино и Малое Пальцино. Действовало в IX-XI веках.

## Географическое положение
Городище располагалось на территории между деревнями Большое Пальцино и Малое Пальцино, ныне на территории Заволжского района Ульяновского городского округа, затоплено Куйбышевским водохранилищем в 1955 году.

## История
Впервые археологические памятники у д. Польциной (Пальцино) были обследованы П. Ф. Филатовым в 1873 году. Они относились к золотоордынской эпохе. Позднее там же был обнаружен клад куфических монет. В 1896 году в районе Пальцино проводил свои археологические раскопки археолог В. Н. Поливанов.
В 1938 году у сёл Б. и М. Пальцино была проведена разведка профессором А. П. Смирновым, которым были открыты два болгарских селища, из которых одно содержало также комплекс предболгарской эпохи, а другое — погребения срубной культуры бронзового века. 
В 1954 году Куйбышевская экспедиция Института археологии АН СССР, перед затоплением Куйбышевским водохранилищем, с помощью раскопок вновь были исследованы эти археологические памятники.